# 陈大民
陈大民（1956年4月—），回族，河南扶沟人，1974年12月参加工作，1977年3月加入中共，中山大学行政管理专业在职研究生，少將。

## 简历
1999年8月，任四十二集团军一二四师政治部主任、师党委常委；2001年3月，任四十二集团军政治部副主任、党委副书记。
2007年11月，任湖北省军区政治部主任、省军区党委常委。
2010年5月，任广西军区政治部主任、军区党委常委；
2012年3月，任湖北省军区政治委员、党委书记。2012年6月当选第十届中共湖北省委常委。